# Latpari
Latpari (gruzínsky ლატფარის უღელტეხილი, Latparis ugeltechili) je průsmyk přes Svanetský hřeben ve východní části Svanetie v pohoří Velký Kavkaz v Gruzii.
Průsmyk spojuje údolí řek:
- Valeešis (gruzínsky ვალეეშის), levý přítok Inguri (severní svah)
- Lamušuriscqlisa (gruzínsky ლამუშურისწყლისა), pravý přítok Cchenisckali (jižní svah)

Průsmykem vedlo podle Komárka na počátku 20. století nejdůležitější historické spojení Horní a Dolní Svanetie.